# Mordella
Mordella ist eine Gattung der Familie der Stachelkäfer. Sie umfasst mehr als 500 Arten und ist weltweit verbreitet. Die adulten Käfer dieser Gattung halten sich oft in Blüten auf. Die Gattung wurde 1758 von Carl von Linné anhand der Typusart Mordella aculeata beschrieben. Die 1859 von John Lawrence LeConte beschriebene Gattung Sphalera wird heute nicht als eigene Gattung, sondern als Teil von Mordella angesehen.

## Merkmale
Käfer der Gattung Mordella haben einen keilförmigen, überwiegend schwarz gefärbten Körper. Ihre Augen erreichen den Hinterkopf (Occiput) und weisen eine gekörnte Struktur auf. Ihre Antennen sind mehr oder weniger stark gesägt oder enden keulenförmig. Das letzte Segment der Unterkiefertaster (Maxillarpalpus) ist lang und mehr oder weniger ausgeprägt dreieckig. Das Scutellum ist dreieckig. Die Schienen (Tibia) der Hinterbeine weisen eine kurze subapikale Furche auf, sind aber sonst genau wie die Tarsi furchenlos. Der Afterfortsatz ist lang und schlank.